# Nowotomyski
Nowotomyski là một huyện thuộc tỉnh Wielkopolskie của Ba Lan. Huyện có diện tích 1014 km². Đến ngày 1 tháng 1 năm 2011, dân số của huyện là 73090 người và mật độ 72 người/km².